# Persatuan Sepakbola Barito Putera
Il Persatuan Sepak Bola Barito Putera, noto più semplicemente come Barito Putera, è un’associazione calcistica indonesiana, con sede nella città di Banjarparu (a Sud di Kalimantan), e tutt’ora oggi militante nella BRI Liga 1.

## Storia
Il Barito Putera è stato fondato nel 1988, sotto il nome di Galatama FC; da H.A. Sulaiman. e da H.B. Sulaiman, che ha partecipato alla stagione del Galatama FC 1988-89 con giocatori come: Fachri Amiruddin, Abdillah e Sir Yusuf Huawe. Il loro primo presidente è stato M. Hatta, mentre invece Andi Lala è stato il loro primo allenatore. Per la stagione 1990, ingaggiarono Frans Sinatra Huwae, che in seguito sarebbe diventato il loro capitano e leggenda del club, e Sukma Sejati come allenatore. L'anno successivo, Sukma Sejati fu sostituito da Maryoto, che in precedenza aveva allenato Frans Sinatra Huwae a Diklat Ragunan. Salahuddin si unì a Barito e fu convocato nella squadra nazionale indonesiana per i Giochi del Sudest asiatico del 1991, dove vinse la medaglia d'oro. Alla fine del 1992, Maryoto fu sostituito da Andi Teguh perché era stato nominato allenatore della squadra nazionale. Andi Teguh è riuscito a guidare Barito Putera al terzo posto nella stagione del Galatama 1992-93 con giocatori come Frans Sinatra Huwae, Salahuddin, Zainuri, Yusuf Luluporo, Abdillah, Albert Korano, Fahmi Amiruddin, Samsul Bahri, Joko Hariyono, Heriansyah e Saiman. Nell'ultima stagione del Galatama, Daniel Roekito ha sostituito Andi Teguh e Buyung Ismu è stato uno degli attaccanti più temuti dell'Indonesia.
Guidati dall'allenatore H. Rahmadi (nominato anche H.A.S.), hanno iniziato la loro prima stagione nella Premier Division della Liga Indonesia finendo come semifinalista dopo essere stati sconfitti dall'allora campione, ovvero il Persib Bandung, perdendo così 1 – 0. Nel 1995, Daniel Roekito è stato sostituito dall'allenatore bulgaro A. Soso, che è il loro primo e unico allenatore straniero fino ad ora. Nel 1996 Maryoto si unì nuovamente al Barito in sostituzione di Soso. Nel 1997, Maryoto e Soso sono diventati un duetto formidabile allenando il Barito. Tra il 1999 e il 2002, Rudy William Keltjes e Tumpak Sihite hanno allenato il Barito Putera.

## Stadio e impianti
Le partite casalinghe del club vengono solitamente ospitate allo Stadio 17th May, situato a Banjarmasin. Per la Super League indonesiana 2013, il Barito Putera ha giocato le partite casalinghe al Demang Lehman Stadium. Hanno utilizzato nuovamente lo stadio 17 maggio per le partite casalinghe nella Super League indonesiana 2015, dopo che i lavori di ristrutturazione dello stadio sono terminati nel dicembre 2014. Nella stagione della Liga 1 2019, il club è tornato allo stadio Demang Lehman perché lo stadio 17th May era in fase di nuova ristrutturazione.

## Organico giocatori

### Rosa
Dal sito ufficiale della società:
| N. |                      | Ruolo | Calciatore        |
| -- | -------------------- | ----- | ----------------- |
| 1  | Indonesia (bandiera) | P     | Nor Halid         |
| 2  | Indonesia (bandiera) | D     | Bagas Kaffa       |
| 3  | Indonesia (bandiera) | D     | Yuswanto Aditya   |
| 4  | Indonesia (bandiera) | D     | Muhammad Helmi    |
| 6  | Filippine (bandiera) | D     | Carli de Murga    |
| 9  | Brasile (bandiera)   | A     | Devid             |
| 11 | Brasile (bandiera)   | A     | Gustavo Tocantins |
| 13 | Indonesia (bandiera) | C     | Bayu Pradana      |
| 14 | Indonesia (bandiera) | C     | Nazar Nurzaidin   |
| 16 | Indonesia (bandiera) | D     | Alexandro Kamuru  |
| 17 | Indonesia (bandiera) | C     | Ferdiansyah       |
| 19 | Indonesia (bandiera) | D     | Ilham Mahendra    |
| 20 | Indonesia (bandiera) | A     | Bagus Kahfi       |
| 23 | Indonesia (bandiera) | D     | Hasyim Kipuw      |

| N. |                      | Ruolo | Calciatore        |
| -- | -------------------- | ----- | ----------------- |
| 24 | Indonesia (bandiera) | C     | Aditiya Daffa     |
| 26 | Indonesia (bandiera) | C     | Rizky Pora        |
| 27 | Indonesia (bandiera) | C     | Reza Zuhro        |
| 28 | Indonesia (bandiera) | D     | Buyung Ismu Lessy |
| 29 | Indonesia (bandiera) | D     | Iqbu Gwijangge    |
| 31 | Brasile (bandiera)   | A     | Murilo Mendes     |
| 32 | Indonesia (bandiera) | P     | Ega Rizky         |
| 36 | Brasile (bandiera)   | D     | Renan Alves       |
| 66 | Indonesia (bandiera) | C     | Abdul Aziz        |
| 70 | Indonesia (bandiera) | C     | Patrick Womsiwor  |
| 81 | Indonesia (bandiera) | P     | Dhika Bayangkara  |
| 95 | Filippine (bandiera) | C     | Mike Ott          |
| 99 | Indonesia (bandiera) | A     | Beri Santoso      |

## Tifoseria e rivalità

### Tifoserie e Derby
Il Barito Putera ha diversi gruppi di sostenitori sparsi in quasi tutto il territorio della provincia del Kalimantan meridionale e anche in altre regioni indonesiane:

### Derby del Papadaan
La partita del Barito Putera contro il Borneo F.C. è chiamata "Derby del Papadaan", che significa fratellanza e/o famiglia.

### Derby di Banua
La partita del Barito Putera contro Martapura F.C. chiamata anche "Derby di Banua" perché entrambe le squadre sono originarie del Kalimantan meridionale (Banua).